# 선저우 2호
선저우 2호(중국어: 神舟二号)는 2001년 1월 9일 발사된 선저우 (우주선) 우주선의 두 번째 무인 발사체이다. 재진입 캡슐 안에는 우주선의 생명 유지 시스템을 테스트하는 원숭이, 개, 토끼가 있었다. 재진입 모듈은 궤도에서 7일이 조금 넘는 시간 후에 나머지 우주선과 분리되었으며, 궤도 모듈은 추가로 220일 동안 궤도에 머물었다.
선저우 2호는 이전 선저우 1호보다 훨씬 더 엄격하게 우주선을 테스트했다. 196.5 x 333.8km 궤도로 발사된 후 20.5시간 만에 궤도를 327.7 x 332.7km로 원형화했다. 1월 12일 1220 UTC 경에 다시 한번 궤도를 339.4km x 329.3으로 변경했다. 세 번째 궤도 변경은 1월 15일 328.7km x 345.4km에 이루어졌다.
동물 화물뿐만 아니라 64가지의 다양한 과학적 탑재량이 있었다. 15개는 재돌입 모듈에, 12개는 궤도 모듈에, 37개는 전방 외부 팔레트에 실렸다. 여기에는 미세 중력 결정학 실험이 포함되었다. 6마리의 생쥐와 작은 수생 및 육상 생물을 포함한 동물종, 우주선 및 입자 탐지기와 감마선 폭발 탐지기가 탑재됐다. 무선 전송 시스템을 테스트하기 위해 녹화된 메시지가 우주선에서 방송되었다.

## 임무 매개변수
- 질량: 7,400kg
- 근지점: 330km
- 원지점: 346km
- 경사도: 42.6°
- 기간: 91.3분
- NSSDC ID: 2001-001A

## 같이 보기
- 중국의 우주 개발
- 톈궁 계획
- 선저우 (우주선)
- 창정 로켓
- 주취안 위성발사센터
- 우주 실험 동물